# Alessandro Rosina
Alessandro Rosina, född 31 januari 1984 i Belvedere Marittimo, är en italiensk före detta fotbollsspelare. 

## Klubbkarriär
Rosina värvades 2009 till Zenit för 7 miljoner euro från Torino.

## Landslagskarriär
Den 17 oktober 2007, gjorde Rosina sin debut i Italiens A-landslag mot Sydafrikas A-landslag i en träningsmatch.